# Rodrigo Díaz de los Cameros
Rodrigo Díaz de los Cameros (fl. 1212-1221) è stato un magnate castigliano e uno dei primi trovatori galiziano-portoghesi.

## Biografia
Figlio di Diego Ximénez di La Rioja, signore di Cameros, e Guiomar Rodríguez, consegue il rango più elevato di nobiltà (conte), similmente ai suoi nonni materni, Rodrigo Pérez de Traba (el Velloso) e Fronilde Fernández.
Rodrigo condusse una colonna di uomini nella battaglia di Las Navas de Tolosa nel 1212, operante al centro, tra le forze di Alfonso VIII di Castiglia, immediatamente davanti a o a fianco della principale avanguardia sotto Diego López II de Haro. Le sue truppe provenivano principalmente dalle Asturie, Biscaglia e Vecchia Castiglia. Egli era terzo nella gerarchia di comando dopo Diego e Gonzalo Núñez de Lara. A fianco di Rodrigo che conduceva il suo battaglione, c'era suo fratello Alvar Díaz e Juan González.
Nel 1217, alla morte di Enrico I di Castiglia, Rodrigo e una banda di otto nobili rivendicarono i diritti di successione spettanti a Berenguela, sorella maggiore di Enrico, in base al fatto che lei non fosse sua sorella maggiore (ma era Bianca, poi regina-consorte di Francia). Nel 1220–1221, Rodrigo e i suoi nobili alleati si ribellarono contro il successore di Berenguela, Ferdinando III, offrendo inoltre il trono al figlio di Bianca, il futuro Luigi VIII di Francia. Rodrigo aveva ipotecato alcune proprietà per il re in cambio di denaro per finanziare una crociata in Terrasanta. Egli, tuttavia, aveva rifiutato di rispondere al mandato di comparizione davanti alla curia regis, ritenendo le sue tenencias illegalmente. Gonzalo Pérez de Lara condusse parallelamente una ribellione. Prima d'ora i signori di Cameros erano apparsi come alleati dei re contro la Casa di Lara.
Nel corso della sua ribellione Rodrigo perse la maggior parte dei suoi castelli e tenencias. Nel dicembre del 1221, sebbene soggetti alla corona castigliana, Rodrigo e Alvar resero omaggio a Sancho VII di Navarra per il castello di Los Fayos sul Moncayo.
L'attività poetica di Rodrigo è nota solo dalla Tavola Colocciana, la quale elenca tre sue canzoni, nessuna delle quali ci è pervenuta. È il solo poeta galiziano-portoghese noto per avere presenziato alla corte di Alfonso VIII. Rodrigo trascorre inoltre il tempo alla corte di Diego López de Haro, che patrocinava molti trovatori occitani così come il menestrello castigliano Gonzalo Ruiz de Azagra, i quali tutti probabilmente influenzarono Rodrigo, specialmente Elias Cairel e Guillem Magret. Rodrigo alla fine sposa la figlia di Diego, Aldonza. Fu padre di almeno un figlio, Simón Royz, attivo nel regno di Alfonso X almeno dal 1246 al 1277.